# Кот в сапогах (телеспектакль)
«Кот в сапогах» — телевизионная версия спектакля театра им. Е. Вахтангова по пьесе в стихах Гейнца Калау (написанной по мотивам сказки Шарля Перро). Спектакль поставлен в 1979 году.

## Сюжет
Доставшийся в наследство младшему сыну мельника кот, избавляет от власти злого волшебника сказочное королевство. Делает он это с помощью хитрости и участия верных друзей.
Выдавая своего хозяина за графа Никтоса, верный слуга добивается его свадьбы с принцессой при благосклонном участии старого короля.
Традиционный сюжет любимой сказки дополнен новыми приключениями и персонажами.

## В ролях
- Эрнст Зорин — Кот
- Владимир Коваль — Стефан, сын мельника
- Александр Граве — король
- Екатерина Райкина — принцесса
- Алексей Жеребцов — солдат
- Михаил Семаков — старший брат
- Александр Галевский — средний брат
- Мария Синельникова — крестьянка
- Алексей Котрелёв — крестьянин
- Евгений Карельских — рыцарь Йорк
- Александр Лебедев — рыцарь Витт
- Иван Каширин — Дуб
- Дарья Пешкова — Берёза
- Нина Нехлопоченко — Рябина
- Вячеслав Дугин — Волшебник
- Александр Павлов — Ураган
- Гарэн Жуковская — ведьма
- Вадим Русланов — разбойник
- В. Ермаков — разбойник
- Евгений Шершнев — разбойник
- Надежда Генералова — гном
- Гарри Дунц — волшебник

## Съёмочная группа
- Режиссёры постановщики: Светлана Джимбинова, А. Покровский
- Режиссёр: О. Соковых
- Оператор-постановщик: Ю. Мелешко
- Операторы: Е. Болотин, Ю. Мартынов
- Звукорежиссёр: Э. Марьямова
- Дирижёр: Р. Архангельский
- Композитор: Эдуард Колмановский
- Художники: Эдуард Змойро, Р. Акопов
- Художники-гримёры:
  - В. Стародубцева
  - Л. Шайдурова
  - Ю. Фомин
- Музыкальный редактор: М. Савич
- Редактор: М. Фелинская
- Директор: Л. Седова